# Kewullay Conteh
Kewullay Conteh (* 31. Dezember 1977 in Freetown) ist ein ehemaliger Fußballspieler aus Sierra Leone. Er spielte auf der Position eines Verteidigers.

## Karriere
Conteh wechselte zur Saison 1995/96 zu Atalanta Bergamo, nach einer Spielzeit wechselte er zu Chievo Verona in die Serie B. In seiner zweiten Saison in Verona schaffte er den Sprung in die Stammformation. Zur Saison 2000/01 wechselte Conteh zum Ligakonkurrenten AC Venedig, hier kam er auf Anhieb regelmäßig zum Einsatz und in der ersten Saison gelang der Aufstieg in die Serie A. In der folgenden Serie-A-Saison lief es für Venedig nicht mehr so gut und der Verein stieg wieder in die Serie B ab. Zur Saison 2002/03 wechselte Conteh zum US Palermo, hier avancierte er in seiner zweiten Spielzeit zum Stammspieler und mit Conteh in der Stammformation gelang der Aufstieg in die Serie A. Zur Saison 2006/07 wechselte Conteh zu Atalanta Bergamo und 2007 zur UC AlbinoLeffe. 2009/10 spielte er bei der US Grosseto.
Conteh war zwischen 1996 und 2011 Nationalspieler seines Landes.